# Pizzo dei Vanni
Pizzo dei Vanni är en bergstopp i Schweiz.   Den ligger i regionen Maloja och kantonen Graubünden, i den sydöstra delen av landet, 180 km öster om huvudstaden Bern. Toppen på Pizzo dei Vanni är 2 774 meter över havet, eller 108 meter över den omgivande terrängen. Bredden vid basen är 0,84 km.
Terrängen runt Pizzo dei Vanni är huvudsakligen mycket bergig. Runt Pizzo dei Vanni är det glesbefolkat, med 10 invånare per kvadratkilometer.. Närmaste större samhälle är Stampa, 4,7 km nordost om Pizzo dei Vanni. 
Trakten runt Pizzo dei Vanni består i huvudsak av gräsmarker.